# حجر الشمس (قصيدة)

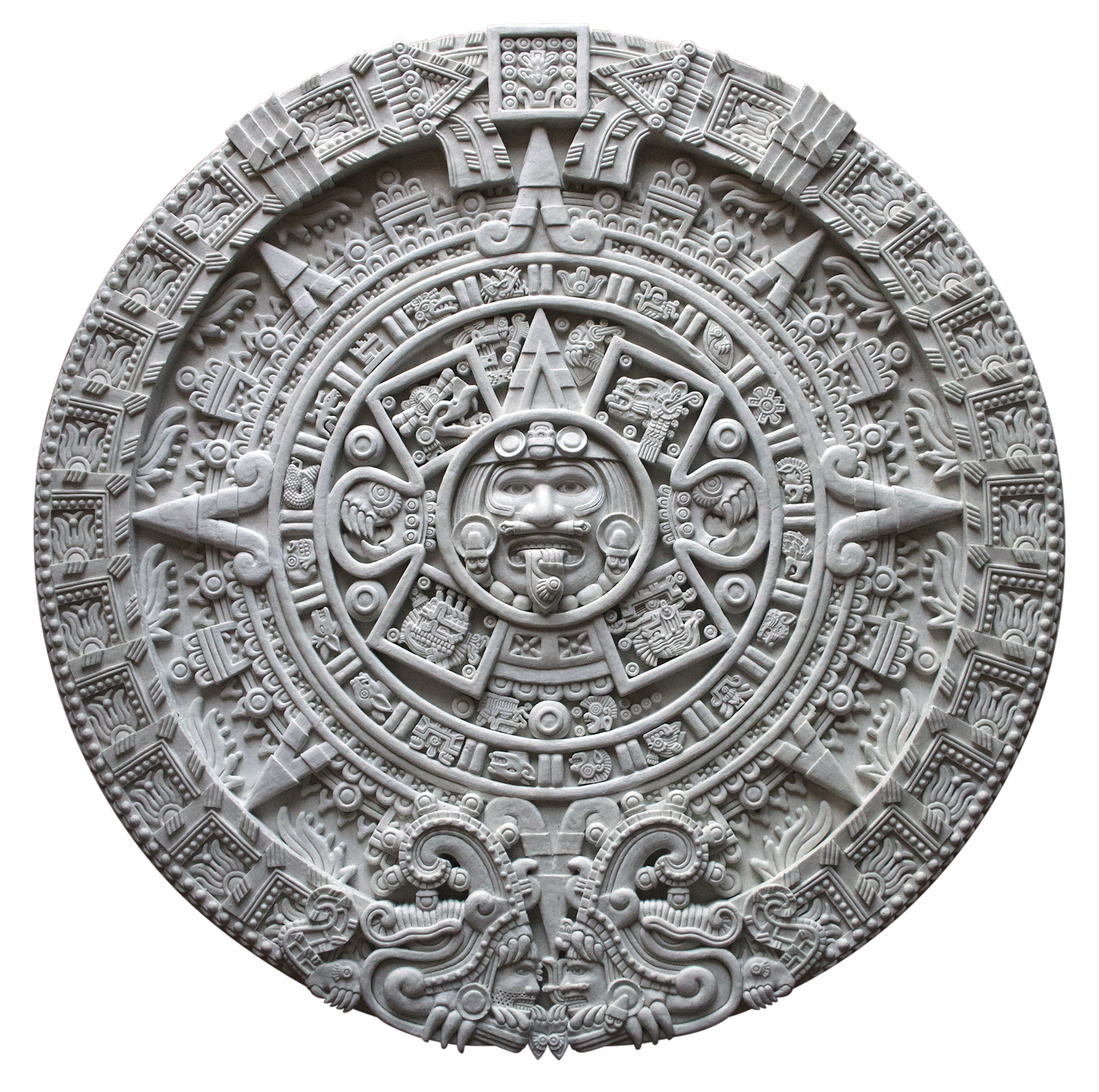
حجر الشمس الأزتكي الذي سميت القصيدة باسمه، والذي استُخدم على غلاف بعض الطبعات

Piedra de Sol («حجر الشمس») هي قصيدة كتبها الشاعر المكسيكي أكتافيو باز في عام 1957، وساعدت هذه القصيدة في إطلاق شهرته على الصعيد الدولي. خلال خطاب تقديم جائزة نوبل في الأدب التي حصل عليها باز عام 1990، تمّ لاحقًا مدح قصيدة حجر الشمس باعتبارها «واحدة من أهم محطات شعر باز... هذا العمل الاستدلالي ذو الطبقات العديدة من المعاني يبدو وكأنه يدمج ويفسر ويعيد بناء أسئلة وجودية كبرى مثل الموت، الزمن، الحب، والواقع».

## القصيدة
حجر الشمس هي قصيدة دائرية تعتمد على التقويم الأزتكي الدائري، وتتكون من جملة دورية واحدة تعكس الفترة السنودسية لكوكب الزهرة . تحتوي القصيدة على 584 سطرًا من المقاطع المكونة من عشر مقاطع ، وهو ما يتوافق مع تلك الفترة التي تبلغ 584 يومًا، ويتم التأكيد على اتجاهها المستمر من خلال عدم وجود نقاط ، فقط الفواصل والفاصلات المنقوطة والنقاطتين . تتكرر الأسطر الستة الأولى من القصيدة مرة أخرى في نهاية القصيدة في حركة "تعود إلى الوراء، وتكتمل الدائرة، / وتصل إلى الأبد".
وقد لاقت القصيدة ترحيبا في المكسيك باعتبارها تخليا عن أسلوب باز السريالي الأوروبي وعودة إلى "الصوت الداخلي المعقول" لانشغالاته السابقة. وفيها، بدلاً من فرض تفسيره للتاريخ على القصيدة، يخضع باز نفسه للتقويم التاريخي ويجد تفسيره الخاص داخله. كما أوضح لاحقًا في مقابلة:
ما أريد قوله هو أنه عبر الزمن الدائري للأسطورة، يتم إدراج التاريخ الذي لا يتكرر لرجل واحد ينتمي إلى بلد واحد، إلى جيل واحد وعصر واحد... قد يكون الزمن دوريًا، وبالتالي خالدًا... لكن الإنسان محدود وغير قابل للتكرار. ما يتكرر هو تجربة النهاية: كل البشر يعرفون أنهم سيموتون... هذه التجارب تاريخية، تحدث وتحدث لنا... وفي الوقت نفسه فهي ليست تاريخية، بل تتكرر.
بهذه الطريقة، وفقًا لتحليل القصيدة بواسطة خوسيه إيميليو باتشيكو ، بينما يستعيد باز تجاربه الشخصية، فإنه يوازنها أيضًا مع الشخصيات الثقافية النسائية (ميلوزين، لورا، بيرسيفوني، إيزابيل، ماريا) في "تفاعل بين الخاص والجماعي" حيث "يقرأ الشاعر نفسه كما يقرأ التاريخ" في حوار لا يستطيع الخروج منه.

## الترجمات
بعد ثلاث سنوات من نشرها، تُرجمت قصيدة حجر الشمس إلى اللغة السويدية على يد أرتور لوندكفيست، وظهرت تحت عنوان Solsten في المجلد المشترك Den våldsamma årstiden عام 1960. تبع ذلك ترجمات إلى عدة لغات أخرى، منها: الفرنسية بواسطة بنيامين بيريه بعنوان Pierre de Soleil (دار غاليمار، باريس، 1962)؛ والهنغارية بواسطة جورجي سومليو بعنوان Napköve (Magyar Helikon، بودابست، 1965)؛ واليونانية بواسطة سيرج ماكيس بعنوانΗλιόπετρα (1965).
تُرجمت قصيدة حجر الشمس إلى اللغة الإنجليزية أربع مرات. كانت الترجمة الأولى لمورييل روكيزر، ونُشرت بعنوان Sun Stone/Piedra de Sol في إصدار ثنائي اللغة (New Directions، 1962). تلتها ترجمة بيتر ميلر بعنوان Sun-Stone في كندا (Contact، تورونتو، 1963)، وترجمة دونالد غاردنر بعنوان Piedra de Sol: The Sun Stone في المملكة المتحدة (Cosmos Publications، يورك، 1969). وفي عام 1987، صدرت ترجمة أخرى قام بها إليوت وينبرغر كأول قصيدة في مجموعة The Collected Poems of Octavio Paz, 1957–1987 (New Directions، نيويورك، 1987). وفي عام 1991، نُشرت هذه الترجمة بشكل منفصل في إصدار ثنائي اللغة مصور من دار النشر New Directions.